# Peter Dedecker
Peter Dedecker (Zottegem, 7 november 1983) is een voormalig Belgisch Vlaams-nationalistisch politicus uit de provincie Oost-Vlaanderen. Hij was volksvertegenwoordiger in de Kamer voor de Nieuw-Vlaamse Alliantie.

## Levensloop
Hij groeide op in het landelijke Zwalm, volgde technisch secundair onderwijs (industriële wetenschappen) aan Don Bosco Sint-Denijs-Westrem en studeerde in 2006 af als burgerlijk ingenieur (computerwetenschappen) aan de Universiteit Gent, waar hij in 2018 tevens een postgraduaat in big data behaalde. Nadien werd hij van 2006 tot 2007 academisch medewerker en van 2007 tot 2010 assistent-onderzoeker aan de Hogeschool Gent, terwijl hij tevens zijn doctoraat aan de universiteit voorbereidde. Bij zijn verkiezing in de Kamer in 2010 zette hij zijn activiteiten aan de HoGent en UGent stop. 
In 2003 werd hij lid van N-VA. Hij werd actief in de werkgroep Onderwijs en was van 2006 tot 2008 stichtend voorzitter van de Jong N-VA-afdeling aan de Universiteit Gent. Tevens was hij bij de N-VA-afdeling van Gent actief als bestuurslid (2006-2019), politiek secretaris (2007-2011) en voorzitter (2016-2017). Ook werd hij lid van de partijraad en het partijbestuur. In 2010 werd hij voor N-VA verkozen in de Kamer van volksvertegenwoordigers, waar hij bleef zetelen tot in 2019.
In de Kamer legde hij zich vooral toe op de economische dossiers, in het bijzonder de telecomsector en de financiële sector. Hij werd onder meer vast lid van de commissie Infrastructuur en de commissie Financiën en Begroting en plaatsvervanger in de commissie Bedrijfsleven. Hij was tevens actief in de bijzondere commissie belast met het onderzoek naar de omstandigheden die geleid hebben tot de ontmanteling van de nv Dexia en de bijzondere commissie gelast met de opvolging van de financiële crisis.
Hij kreeg vooral bekendheid in Vlaanderen toen hij op 14 februari 2013 uitpakte met een persconferentie waarin hij het ACW beschuldigde van fiscale fraude, misbruik van vennootschapsgoederen en belangenvermenging in de Dexia-affaire, onder meer met de omstreden winstbewijzen die de arbeidersbeweging bezat in de genationaliseerde bank Belfius. Deze onthullingen werden gevolgd door nieuwe opduikende elementen in het dossier ACW-Belfius en domineerden wekenlang de Vlaamse pers wat uiteindelijk leidde tot het ontslag van minister van financiën en vicepremier Steven Vanackere op 5 maart 2013. Peter Dedecker werd door het ACW (met meester Hans Rieder als advocaat) gedagvaard voor de rechtbank van eerste aanleg te Brussel. Het proces is, in afwachting van de uitkomst van het strafonderzoek dat door het Brusselse parket gevoerd wordt, voor onbepaalde duur uitgesteld.
In 2017 besloot hij zich weer meer met technologie bezig te houden en geen politiek mandaat meer te willen opnemen. Hij stond bij de lokale verkiezingen van 2018 echter nog wel op de Gentse lijst ter ondersteuning, maar werd niet verkozen. Na het einde van zijn politieke loopbaan ging hij van september 2019 tot januari 2022 aan de slag als strategisch verkoopsadviseur bij ML2Grow, een start-up die toepassingen rond machinaal leren ontwikkelt voor bedrijven. Van 2019 tot 2023 werkte hij tevens als business analist voor netwerkconnectiviteit op de Noordzee voor het Agentschap Maritieme Dienstverlening en Kust en sinds 2020 is hij consultant voor netwerkconnectiviteit bij De Vlaamse Waterweg. Sinds 2018 is hij tevens zelfstandig IT-consulent.
Ook zetelde Peter Dedecker van 2015 tot 2022 in de raad van bestuur van netwerkoperator ASTRID. Van 2015 tot 2021 was hij ondervoorzitter van de raad van bestuur en van 2019 tot 2021 voorzitter ad interim.

## Ereteken
- 2019: Ridder in de Leopoldsorde[13]

## Publicatie
- Dedecker, Peter (2014). Een zuil van zelfbediening. ACW. Arco & Dexia. Pelckmans. ISBN 9789028977860.